# Alfred Desbaillets
Alfred Desbaillets, né le 30 décembre 1882 à Genève et décédé le 18 février 1975 à Dardagny, est un homme politique suisse membre du Parti radical-démocratique.

## Biographie
Alfred Desbaillets est le fils de Jean Laurent Desbaillets et de Sophie Gallay.
Agriculteur et viticulteur, il est élu conseiller municipal (1914-1922) puis maire de Dardagny (1922-1927). Devenu député au Grand Conseil genevois entre 1923 et 1927, il est alors élu conseiller d'État et prend en charge le département de l'intérieur et de l'agriculture jusqu'en 1933.
Président de la fédération des Laiteries réunies de Genève de 1931 à 1962 mais aussi de la Chambre genevoise d'agriculture de 1931 à 1954, il est l'un des animateurs de l'Union suisse des paysans et de la Centrale des producteurs suisses de lait. Il fait preuve, dans ces différentes fonctions, d'une connaissance approfondie des problèmes agricoles et d'un souci constant du sort des paysans.

## Source
- « Alfred Desbaillets » dans le Dictionnaire historique de la Suisse en ligne.